# 果実 (広末涼子の曲)
「果実」（かじつ）は、広末涼子の7作目のシングル。2000年11月8日発売。発売元はワーナーミュージック・ジャパン。

## 背景
「明日へ」以来、1年8か月ぶりのシングル。ジャケット写真に広末の顔写真が載っていない稀有な作品となっている。本作以降、ベスト・アルバム等の発売は有ったものの、俳優としての活動が更に活発となり、CDシングルとしての発売は長らく途絶えた。

## 収録曲
全編曲：CHiBUN
1. 果実 [4:27]
  - 作詞：mikiko　作曲：菊池達也
2. Crescent River 〜三日月の舟に揺られて〜 [5:02]
  - 作詞・作曲：梶原秀剛
3. LETTERS [5:34]
  - 作詞・作曲：かの香織
4. 果実 （Instrumental）